# Суздальцев, Андрей Иванович
Андрей Иванович Суздальцев (род. 22 декабря 1960, Москва) — российский политолог и педагог, заместитель декана факультета мировой экономики и мировой политики НИУ ВШЭ.

## Образование
- Средняя школа № 62, Владивосток
- Дальневосточный государственный университет, специальность «История», 1983 год
- Аспирантура Академии труда, 1989 год
- Кандидат наук: специальность 07.00.04 «История коммунистического и рабочего движения и национально-освободительных движений», 1989 год

## Биография
Работал в Белоруссии с 1993 года по 2006 год. В эти годы, поддержав в целом основы российско-белорусской интеграции, постепенно вступил в конфликт с белорусскими властями (1998 год — первые публикации на эту тему). Суть конфликта заключалась в следующем:
- неприятие авторитарного режима Лукашенко;
- критика попыток белорусских властей имитировать интеграционный процесс с Россией;
- критика целенаправленного формирования в РБ иждивенческой по отношению к России национальной экономической модели;
- борьба с многолетней антироссийской пропагандистской кампанией в белорусских СМИ;
- критика политики белорусских властей по отношению к русской диаспоре в Белоруссии;
- критика белорусской внешней политики, направленной против интересов союзника РБ — России.

В марте 2006 года был лишен вида на жительство и депортирован в Россию. Ему на 5 лет был запрещен въезд в Белоруссию. Как заявили информационным агентствам представители ОВИР, «в решении о его депортации был указан тот факт, что Суздальцев представляет собой угрозу национальной безопасности Беларуси». Первый гражданин Российской Федерации, ставший persona non grata в Республике Беларусь.
В январе 2021 года стало известно, что в 2010-х годах готовилось его убийство в России.
Был членом экспертного совета комитета по международным делам Совета Федерации России. Член экспертного совета Комитета Совета Федерации по делам Содружества Независимых Государств.
11 января 2024 года МВД Беларуси признала телеграм-канал Андрея Суздальцева «экстремистским формированием», на тот момент у него было 5 тыс. читателей. Наказание по экстремистской статье включает себя либо химию (максимально — до 5 лет), либо колонию (максимально — до 10 лет). Ранее в июне 2023 года канал Суздальцева был признан экстремистским материалом по решению суда Барановичского района и города Барановичи.

## Профессиональные интересы
- проблемы стран постсоветского пространства,
- геополитика постсоветского пространства,
- трудовая миграция на постсоветском пространстве,
- влияние России на политические и экономические процессы на постсоветском пространстве

## Критика оппонентов
Публикации Андрея Суздальцева вызывают гневную критику со стороны его оппонентов. Президент Республики Беларусь Александр Лукашенко неоднократно цитировал Суздальцева и негативно о нём отзывался[значимость факта?]. Газета Министерства обороны Республики Беларусь «Белорусская военная газета „Во славу Родины“» опубликовала о нём серию критических статей[значимость факта?].
Павел Якубович, редактор крупнейшей правительственной газеты «Беларусь сегодня» (быв. «Советская Белоруссия»), обвинил Суздальцева в том, что он является российским разведчиком.

## Деятельность
Суздальцев включался в число лучших преподавателей НИУ ВШЭ в 2013, 2014 и 2018 годах.  Регулярно выступал в провластных СМИ, заявлял что за протестами в Казахстане стояла Украина, критиковал Александра Лукашенко за авторитаризм и имитацию работы по созданию союзного государства.

## Научная деятельность
Научный руководитель диссертационных исследований на соискание учёной степени кандидата наук:
- Айвазян Д. С. Каспийский регион в системе геополитических интересов США, ЕС и КНР. — 2013
- Перебоев В. С. Российская Федерация и интеграционные процессы на постсоветском пространстве. — 2012
- Скриба А. С. Внешнеполитическое балансирование Белоруссии, Молдавии и Украины между Европейским союзом и Россией (защитился в учёном совете РУДН, кандидат политических наук)
- Куркова Д. В. Водно-энергетическая проблема в Центральной Азии и борьба за региональное лидерство (aспирантура: 1-й год обучения)
- Шарова А. В. Основные проблемы взаимодействия государства и бизнеса на постсоветском пространстве (aспирантура: 1-й год обучения)

## Публикации
- Суздальцев А. И. Белоруссия и кризис // Индекс безопасности. 2012. — Т. 18. — № 3—4 (102—103). — С. 209—218.
- Суздальцев А. И. Белорусский политический класс в условиях экономического кризиса 2011 г // Мировая экономика и международные отношения. 2012. — № 3. — С. 91—98.
- Суздальцев А. И. Зарубежная помощь и кредитование (дотирование) зарубежных государств Россией // Невоенные рычаги внешней политики России: глобальные и региональные механизмы / Рук.: М. В. Братерский; под общ. ред.: М. В. Братерский. — М.: Издательский дом НИУ ВШЭ, 2012. — № 12. — С. 232—249.
- Суздальцев А. И. Как британцам реорганизовать Палату лордов: размышления над книгой // Исторический журнал: научные исследования. — 2012. — № 2. — С. 112—114.
- Суздальцев А. И. Политика впереди экономики: риски и перспективы Таможенного союза ЕврАзЭс (2010) // Россия в глобальном мире: 2000—2011. Хрестоматия в 6 томах / Сост.: И. Тимофеев, Т. Махмутов, Е. Алексеенкова; под общ. ред.: И. Иванов. — Т. 5. — М.: Аспект Пресс, 2012. — С. 284—293.
- Суздальцев А. И. Проблемы формирования Таможенного союза и Единого экономического пространства в рамках ЕврАзЭС // XII Международная научная конференция по проблемам развития экономики и общества. В 4-х кн. — Кн. 2. / Отв. ред.: Е. Г. Ясин. — М.: НИУ ВШЭ, 2012. — С. 159—168.
- Суздальцев А. И. Российско-белорусские отношения: как мы потеряли Белоруссию? // Безопасность Евразии. — 2012. — № 2(28). — С. 424—436.
- Суздальцев А. И. Формирование российской политики в отношении Белоруссии (2000—2008 гг.) // Россия в глобальном мире: 2000—2011. Хрестоматия в 6 томах / Сост.: И. Тимофеев, Т. Махмутов, Е. Алексеенкова; под общ. ред.: И. Иванов. — Т. 5. — М.: Аспект Пресс, 2012. — С. 377—396.
- Суздальцев А. И. Братья-славяне // Бизнес. Экономика. Практика. — 2011. — № 1. — С. 32—33.
- Суздальцев А. И. Страны постсоветского экономического пространства // Изменение глобального экономического ландшафта: проблемы и поиск решений / Под общ. ред.: И. Г. Ковалев, Е. С. Хесин. — М.: Издательский дом НИУ ВШЭ, 2011. — С. 325—347.
- Суздальцев А. И. Невооруженные силы // Профиль. — 2010. — № 4. — С. 37—37.
- Суздальцев А. И. Политика впереди экономики. Риски и перспективы Таможенного Союза ЕврАзЭс // Международная экономика. — 2010. — Т. 8. — № 1. — С. 80—91.
- Суздальцев А. И. Таможенный союз ЕврАзЭс: сложный старт // Международная экономика. — 2010. — № 4. — С. 38—44.
- Bratersky M. V., Suzdaltsev A. I. Central Asia as the Region of Economic Competition // Central Asia and the Caucasus. — 2009. — Vol. 57. — No. 3.
- Suzdaltsev A. I. Relations between Moscow and Minsk (2005—2007) // Belarus: External Pressure, Internal Change / Ed. by H. Heinrich, L. Lobova. — Frankfurt am Main: Peter Lang GmbH, 2009. — P. 349—365.
- Суздальцев А. И. Влияние мирового финансового кризиса на экономическое пространство СНГ // Мировая финансовая система после кризиса. Оценка и прогнозы / Под общ. ред.: В. Р. Евстигнеев. — М.: ООО «Издательство „Маросейка“», 2009. — С. 191—220.
- Братерский М. В., Голунов С., Зеличенко А., Куртов А., Кутнаева Н., Рахимов М., Сафаров С., Суздальцев А. И. Материалы V Конвента Российской ассоциации международных исследований. Мировая политика: взгляд из будущего / Под общ. ред.: А. Ю. Мельвиль. — Т. 5: Будущее стабильности и безопасности в регионе Центральной Азии. — М.: МГИМО-Университет, 2009.
- Корженевский Н. И., Камротов М. В., Дордачев Т., Романова Т. А., Евстигнеев В. Р., Столяров А. И., Бутенко А. В., Какабадзе А. И., Суздальцев А. И. Мировая финансовая система после кризиса. Оценка и прогнозы / Под общ. ред.: В. Р. Евстигнеев. — М.: ООО "Издательство «Маросейка»', 2009.
- Суздальцев А. И. Проблема формирования политики Российской Федерации в отношении Республики Беларуси // Модернизация экономики и глобализация: В 3 кн. — Кн. 3. / Отв. ред.: Е. Г. Ясин. — М.: Издательский дом ГУ-ВШЭ, 2009. — С. 355—362.
- Суздальцев А. И. Формирование российской политики в отношении Белоруссии (2005—2008 гг.) // Мировая экономика и международные отношения. 2009. № 3. — С. 64—74.
- Суздальцев А. И. Формирование российской политики в отношении Белоруссии (2005—2008 гг.) // Мировая экономика и международные отношения. 2009. — № 3. — С. 64—75.
- Суздальцев А. И., Братерский М. В. Экономические интересы России, Китая и Запада в Средней Азии // Материалы V Конвента Российской ассоциации международных исследований. Мировая политика: взгляд из будущего / Под общ. ред.: А. Ю. Мельвиль. — Т. 5: Будущее стабильности и безопасности в регионе Центральной Азии. — М.: МГИМО-Университет, 2009. — С. 181—193.
- Суздальцев А. И. Проблема появления единой валюты Союзного Государства России и Белоруссии // Безопасность Евразии. — 2008. — № 3. — С. 244—256.
- Суздальцев А. И. Проблемы появления единой валюты Союзного Государства России и Белоруссии // Безопасность Евразии. — 2008. — № 3(33). — С. 244—256.
- Суздальцев А. И. Российско-белорусская интеграция: проблема дефиниций на фоне евроинтеграции. // Безопасность Евразии. — 2008. — № 2. — С. 224—243.
- Суздальцев А. И. Российско-белорусская интеграция: проблема дефиниций на фоне евроинтеграции // Безопасность Евразии. — 2008. — № 2. — С. 224—242.
- Суздальцев А. И. Российско-грузинский кризис (январь-август 2008) // Вестник аналитики. — 2008. — № 33(3). — С. 37—52.
- Бордачев Т. В., Гусейнов В., Караганов С. А., Лукьянов Ф. А., Суздальцев А. И. Мир вокруг России: 2017. Контуры недалекого будущего / Под общ. ред.: С. А. Караганов. — М.: Культурная революция, 2007.
- Бордачев Т. В., Братерский М. В., Водопьянова Е. В., Золотарев П. С., Суздальцев А. И., Караганов С. А., Кортунов С. В., Мирский Г. И. Мировая политика / Сост.: И. Н. Тимофеев, Т. Махмутов, Е. Алексеенкова; под общ. ред.: С. В. Кортунов. — М.: Издательский дом ГУ-ВШЭ, 2007.
- Суздальцев А. И. Основные политические и социально-экономические проблемы постсоветского пространства // Безопасность Евразии. 2007. — № 4(30). — С. 482—489.
- Суздальцев А. И. Основные политические и социально-экономические проблемы постсоветского пространства // Мировая политика / Сост.: И. Н. Тимофеев, Т. Махмутов, Е. Алексеенкова; под общ. ред.: С. В. Кортунов. — М.: Издательский дом ГУ-ВШЭ, 2007. — С. 396—446.
- Суздальцев А. И. Постсоветское пространство: уходящая реальность // Мир вокруг России: 2017. Контуры недалекого будущего / Под общ. ред.: С. А. Караганов. — М.: Культурная революция, 2007. — С. 122—135.
- Суздальцев А. И. Проблемы российско-белорусской экономической интеграции в рамках Союзного Государства России и Белоруссии // Безопасность Евразии. — 2007. — № 3(29). — С. 300—318.
- Суздальцев А. И. Проблемы российско-белорусской экономической интеграции в рамках Союзного государства России и Белоруссии // Мироустройство XXI: мировоззрение, миропорядок: Опыт гуманитарно-социологического исследования. — М.: ЗАО «Книга и бизнес», 2007. — С. 150—167.
- Суздальцев А. И. Российско-белорусские отношения: как мы потеряли Белоруссию? // Безопасность Евразии. — 2007. № 2.
- Демурин М., Ослон А. А., Коновалов А. А., Пушков А., Махнач В., Кортунов С. В., Суздальцев А. И. Новая внешняя политика России: от слов к делу / Под общ. ред.: М. Демурин, Н. Жукова, Е. Комиссарчук, С. В. Кортунов, С. К. Ознобищев. — М.: Экспертный клуб «Аквилон», 2006.
- Суздальцев А. И. Политика России на пространстве бывшего СССР // Новая внешняя политика России: от слов к делу / Под общ. ред.: М. Демурин, Н. Жукова, Е. Комиссарчук, С. В. Кортунов, С. К. Ознобищев. — М.: Экспертный клуб «Аквилон», 2006. — С. 83—93.
- Суздальцев А. И. Российско-белорусская интеграция: исторический контекст и проблема периодизации // Безопасность Евразии. — 2006. — № 4(26). — С. 342—352.